# Luiza Zavloschi
Luiza Zavloschi (1887 – 1967) è stata un'insegnante e politica rumena, la prima sindaca di una località della Romania nel 1930.

## Biografia
Nata a Buda (insieme a Pădureni e Vâlcele diventò una divisione del comune di Oșești, nella distretto di Vaslui) in una famiglia di contadini, finì il suo ciclo scolastico nel paese natale, dopo il quali proseguì alla Scuola normale per insegnanti „Mihail Sturza” di Iași. Una volta diplomata tornò nella località di origine ed entrò nell'insegnamento. Nel 1906, a 23 anni, sposò un suo collega, Constantin Zavloschi, anche esso insegnante, con il quale ebbe sette figli.
Nella primavera del 1930, alla richiesta di molti contadini scontenti del rappresentante del partito di governo, che dopo un giorno di dibattiti si presentarono a casa sua alla fine della giornata di lavoro, Luiza si candidò alle elezioni per diventare il sindaco del paese di Buda e vinse. La candidatura fu possibile grazie ad un cavillo della legge che nonostante impedisse alle donne di votare (nel periodo interbellico, come nella gran parte dei paesi europei, le donne in Romania non avevano diritto di voto, ad eccezione delle vedove di guerra e delle laureate), non prevedeva di non poter essere elette.
Una volta eletta, iniziò un piano di misure per sollevare la situazione e modernizzare il paese: per prima cosa l'organizzazione dei registri dello stato civile, l'identificazione di una sede per il municipio, la nascita del Consiglio comunale, il rifacimento del manto stradale e il rinnovo degli edifici pubblici, l'installazione di un servizio telefonico e postale. 
Questi risultati ebbero eco sui media, tanto che i giornalisti dell'Universul arrivati nel paese, sottolinero che: 
 Per il modo in cui gestì l'amministrazione comunale, fu rieletta per un secondo mandato, nel momento in cui il paese si estese, inglobando anche il villaggio di Rafailă.
Luiza Zavloschi morì nel 1967 e fu sepolta nel cimitero locale.

## Eredità
Dopo il 1946 questo primato fu dimenticato persino dagli stessi abitanti del paese, fino a quando nel 2000, per iniziativa dello storico Vaslui Dan Ravaru, venne organizzata la Giornata del Villaggio di Buda, una serie di eventi dedicati alla prima donna sindaco in Romania ai quali partecipò anche la famiglia di Luiza Zavloschi. L'iniziativa si ripeté nel 2002.
In suo onore la scuola del paese porta il suo nome. Nel cortile della scuola fu eretto un busto di Luiza Zavloschi con scritto Luiza Zavloschi (1883-1967), Prima femeie primar din Romania.